# Revertera-Salandra

Stammwappen der Revertera-Salandra

Revertera-Salandra, auch Revertera von Salandra, Revertera di Salandra oder Revertera y Salandra, war der Name eines katholischen, als konservativ geltenden österreichischen Adelsgeschlechts. Die Familie stammt ursprünglich aus Katalonien und wanderte 1771 aus dem neapolitanischen Salandra nach Österreich ein.
Die heutige Familie Revertera-Salandra ist in Besitz von Schloss Helfenberg in Oberösterreich und Schloss Aigen in Salzburg.

## Bekannte Vertreter der Familie
- Friedrich Revertera von Salandra (1827–1904), Diplomat, Botschafter in Sankt Petersburg und im Vatikan
- Nikolaus Revertera-Salandra (1866–1951), Diplomat, Kaiser Karls I. Friedensverhandler im Ersten Weltkrieg
- Peter Revertera-Salandra (1893–1966), Politiker, Sicherheitsdirektor für Oberösterreich, Mitglied der Heimwehr und Widerstandskämpfer gegen den Nationalsozialismus

## Wappen
Stammwappen: zwei rote Querbalken in Silber.
Die blauen Kugeln wurden im 14. Jahrhundert von der Familie de Castro übernommen.
Gräfliches Wappen: In Silber zwei rote Querbalken, welche von drei pfahlweise geordneten blauen Kugeln begleitet sind. 
Helmzier: die Grafenkrone, auf der sich ein gekrönter Helm erhebt. Aus der Krone des Helms wächst ein rechtsgekehrter goldener Löwe. Die Helmdecken sind rot–silbern.